# Punta Flecha
La punta Flecha (51°39′S 57°47′O / -51.650, -57.783) se encuentra en la zona este de la isla Soledad del archipiélago de las Malvinas. Administrativamente pertenece al departamento Islas del Atlántico Sur de la provincia de Tierra del Fuego, Antártida e Islas del Atlántico Sur.
Esta punta se localiza en el sector oriental de la península de Freycinet, sobre la costa norte del puerto Groussac, y junto con la punta Gorrión, forma la entrada a la caleta Gorrión. Además se ubica al oeste de la punta Celebroña y al noreste de Puerto Argentino.
En el extremo sudoeste de la isla Trinidad de este archipiélago, en aguas de la bahía San Francisco de Paula, hay otra punta con el mismo nombre (51°23′S 60°19′O / -51.383, -60.317).